# Sigma Andromedae
Sigma Andromedae (25 Andromedae) é uma estrela na direção da constelação de Andromeda. Possui uma ascensão reta de 00h 18m 19.71s e uma declinação de +36° 47′ 07.2″. Sua magnitude aparente é igual a 4.51. Considerando sua distância de 141 anos-luz em relação à Terra, sua magnitude absoluta é igual a 1.33. Pertence à classe espectral A2V. É uma estrela variável suspeita.